# Rivenæsnuten
Der Rivenæsnuten (norwegisch) ist ein 2670 m hoher und teilweise verschneiter Berg in der Heimefrontfjella des ostantarktischen Königin-Maud-Lands. Er ragt am südlichen Ende der Sivorgfjella auf.
Wissenschaftler des Norwegischen Polarinstituts benannten ihn 1987. Namensgeber ist der norwegische Ingenieur Lars Rivenæs (1878–1945), einem Anführer Widerstandsbewegung gegen die deutsche Besatzung Norwegens im Zweiten Weltkrieg, der im Januar 1945 im KZ Gusen III gestorben war.